# Saison 2012 de l'équipe cycliste Cofidis
La saison 2012 de l'équipe cycliste Cofidis est la seizième de cette équipe.

## Préparation de la saison 2012

### Arrivées et départs
| Arrivées         | Équipe 2011     |
| ---------------- | --------------- |
| Edwig Cammaerts  | Landbouwkrediet |
| Rémy Di Grégorio | Astana          |
| Egoitz García    | Caja Rural      |
| Jan Ghyselinck   | HTC-Highroad    |
| Rudy Molard      | CC Étupes       |

| Départs         | Équipe 2012                   |
| --------------- | ----------------------------- |
| Rémi Cusin      | Type 1-Sanofi                 |
| Julien El Fares | Type 1-Sanofi                 |
| Tony Gallopin   | RadioShack-Nissan             |
| Kevyn Ista      | Accent Jobs-Willems Veranda's |
| Jens Keukeleire | GreenEDGE                     |

## Coureurs et encadrement technique

### Effectif
| Cycliste            | Date de naissance | Nationalité | Équipe 2011               |
| ------------------- | ----------------- | ----------- | ------------------------- |
| Yoann Bagot         | 6 septembre 1987  | France      | Cofidis                   |
| Florent Barle       | 17 janvier 1986   | France      | Cofidis                   |
| Mickaël Buffaz      | 21 mai 1979       | France      | Cofidis                   |
| Edwig Cammaerts     | 17 juillet 1987   | Belgique    | Landbouwkrediet           |
| Jean-Eudes Demaret  | 25 juillet 1984   | France      | Cofidis                   |
| Rémy Di Grégorio,   | 31 juillet 1985   | France      | Astana                    |
| Samuel Dumoulin     | 20 août 1980      | France      | Cofidis                   |
| Leonardo Duque      | 10 avril 1980     | Colombie    | Cofidis                   |
| Nicolas Edet        | 2 décembre 1987   | France      | Cofidis                   |
| Julien Fouchard     | 20 août 1986      | France      | Cofidis                   |
| Egoitz García       | 31 mars 1986      | Espagne     | Caja Rural                |
| Jan Ghyselinck      | 24 février 1988   | Belgique    | HTC-Highroad              |
| Kalle Kriit         | 13 novembre 1983  | Estonie     | Cofidis                   |
| Arnaud Labbe        | 3 novembre 1976   | France      | Cofidis                   |
| Luis Ángel Maté     | 23 mars 1984      | Espagne     | Cofidis                   |
| Rudy Molard         | 17 septembre 1989 | France      | CC Étupes                 |
| David Moncoutié     | 30 avril 1975     | France      | Cofidis                   |
| Damien Monier       | 27 août 1982      | France      | Cofidis                   |
| Adrien Petit        | 26 septembre 1990 | France      | Cofidis                   |
| Aleksejs Saramotins | 8 avril 1982      | Lettonie    | Cofidis                   |
| Nico Sijmens        | 1er avril 1978    | Belgique    | Cofidis                   |
| Rein Taaramäe       | 24 avril 1987     | Estonie     | Cofidis                   |
| Tristan Valentin    | 23 février 1982   | France      | Cofidis                   |
| Nicolas Vogondy     | 8 août 1977       | France      | Cofidis                   |
| Romain Zingle       | 29 novembre 1987  | Belgique    | Cofidis                   |
| Stagiaire           | Date de naissance | Nationalité | Équipe 2012               |
| Jérémy Bescond      | 27 février 1991   | France      | Vulco-VC Vaulx-en-Velin   |
| Erwann Corbel       | 20 avril 1991     | France      | Côtes d'Armor-Marie Morin |
| Jimmy Turgis        | 10 août 1991      | France      | CC Nogent-sur-Oise        |

## Bilan de la saison

### Victoires
| Date       | Course                                    | Pays     | Classe | Vainqueur           |
| ---------- | ----------------------------------------- | -------- | ------ | ------------------- |
| 29/01/2012 | Grand Prix d'ouverture La Marseillaise    | France   | 1.1    | Samuel Dumoulin     |
| 29/04/2012 | 3e étape du Tour des Asturies             | Espagne  | 2.1    | Rémy Di Grégorio    |
| 16/06/2012 | 2e étape des Boucles de la Mayenne        | France   | 2.2    | Nico Sijmens        |
| 20/06/2012 | Championnat d'Estonie du contre-la-montre | Estonie  | CN     | Rein Taaramäe       |
| 24/06/2012 | Championnat de Lettonie sur route         | Lettonie | CN     | Aleksejs Saramotins |
| 02/08/2012 | Classement général de Paris-Corrèze       | France   | 2.1    | Egoitz García       |

### Résultats sur les courses majeures
Les tableaux suivants représentent les résultats de l'équipe dans les principales courses du calendrier international dans lesquelles l'équipe bénéficie d'une invitation (une des cinq classiques majeures, le Tour de France et le Tour d'Espagne). Pour chaque épreuve est indiqué le meilleur coureur de l'équipe, son classement ainsi que les accessits glanés par Cofidis sur les courses de trois semaines.

#### Classiques
| Classique            | Milan-San Remo | Tour des Flandres | Paris-Roubaix             | Liège-Bastogne-Liège | Tour de Lombardie |
| -------------------- | -------------- | ----------------- | ------------------------- | -------------------- | ----------------- |
| Coureur (classement) | Non invitée    | Non invitée       | Aleksejs Saramotins (18e) | Non invitée          | Non invitée       |

#### Grands tours
| Grand tour           | Tour d'Italie | Tour de France      | Tour d'Espagne       |
| -------------------- | ------------- | ------------------- | -------------------- |
| Coureur (classement) | Non invitée   | Rein Taaramäe (36e) | Mickaël Buffaz (45e) |
| Accessits            |               | -                   | -                    |

### Classement UCI

#### UCI Europe Tour
L'équipe Cofidis termine à la septième place de l'Europe Tour avec 1 149 points. Ce total est obtenu par l'addition des points des huit meilleurs coureurs de l'équipe au classement individuel,.
| Rang  | Coureur             | Points |
| ----- | ------------------- | ------ |
| 7     | Samuel Dumoulin     | 394    |
| 35    | Adrien Petit        | 213    |
| 65    | Rein Taaramäe       | 156    |
| 121   | Egoitz García       | 107    |
| 156   | Rémy Di Grégorio    | 91     |
| 157   | Aleksejs Saramotins | 90     |
| 259   | Nico Sijmens        | 58     |
| 364   | Leonardo Duque      | 40     |
| 420   | David Moncoutié     | 33     |
| 516   | Jan Ghyselinck      | 24     |
| 580   | Rudy Molard         | 18     |
| 753   | Yoann Bagot         | 12     |
| 779   | Nicolas Edet        | 11     |
| 779   | Luis Ángel Maté     | 11     |
| 1 028 | Nicolas Vogondy     | 5      |
| 1 141 | Mickaël Buffaz      | 2      |
| 1 141 | Romain Zingle       | 2      |
| 1 141 | Florent Barle       | 2      |